# کیزیل-چیشما (شهرستان میاکینسکی، باشقیرستان)
کیزیل-چیشما (انگلیسی: Kyzyl-Chishma, Miyakinsky District, Republic of Bashkortostan) یک شهرک در شهرستان میاکینسکی استان باشقیرستان کشور روسیه است.